# ОАЭ на летних Олимпийских играх 2008
Объединённые Арабские Эмираты принимали участие в Летних Олимпийских играх 2008 года в Пекине (Китай) в седьмой раз за свою историю, но не завоевали ни одной медали. Делегация, направленная Национальным олимпийским комитетом Объединенных Арабских Эмиратов, состояла из восьми спортсменов (6 мужчин и 2 женщины) в семи видах спорта: лёгкая атлетика, конный спорт, дзюдо, парусный спорт, стрельба, плавание и тхэквондо.
Это был первый раз, когда сборную ОАЭ на Олимпиаде представляли женщины.
Самый юный участник сборной — 18-летний дзюдоист Саид Рашид Аль Кубаиси, самый старший — 44-летний стрелок Ахмед ибн Мухаммад ибн Хашер Аль Мактум. Несколько участников сборной были представителями династии Аль Мактум.

## Стрельба
- Саид Аль Мактум (شيخ سعيد بن مكتوم المكتوم): скит — занял 22-место.
- Ахмед ибн Мухаммад ибн Хашер Аль Мактум (أحمد بن محمد بن حشر المكتوم): трап — 30 место, дубль-трап — 7 место.

## Конный спорт

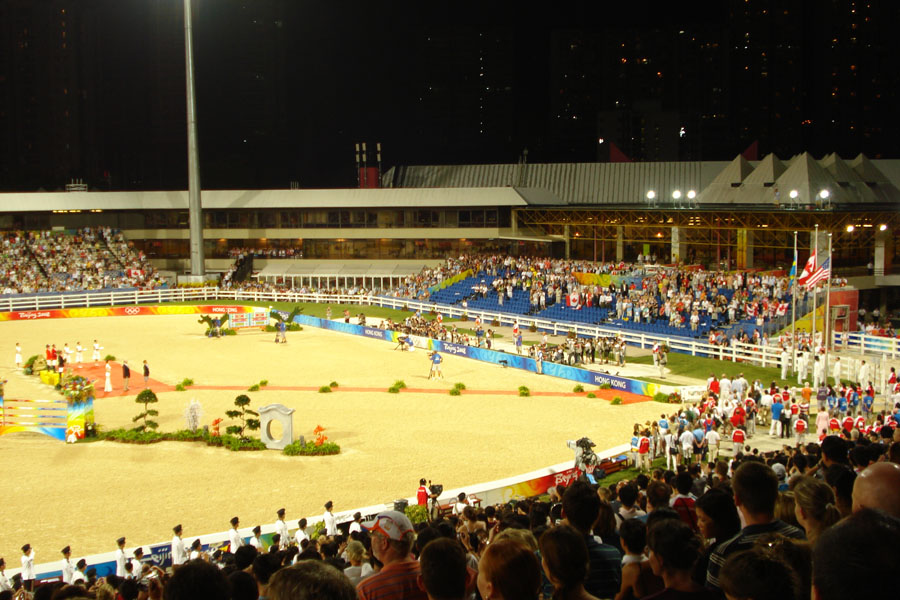
Стадион для проведения конных соревнований

Латифа бинт Ахмед Аль Мактум, лошадь Каласка де Семили. 22-летняя Латифа автоматически прошла квалификацию для участия в индивидуальных соревнованиях по конкуру среди женщин, потому что её время 47,72 секунды на Седьмом международном чемпионате Катара по конкуру в марте 2007 года было достаточно для участия в Играх. Латифа Аль Мактум пропустила Панарабские игры 2007 года в Каире, чтобы сосредоточиться на подготовке к Олимпиаде. Перед Играми она сказала о своём выступлении на соревнованиях по конкуру в Катаре: «Я находилась под огромным давлением в первых двух раундах, а выступать под давлением всегда трудно. многие проходят, но в конце концов всё, что имеет значение, — это квалификация на Олимпиаду, и я это сделала».
В первой части предварительного раунда 15 августа Латифа Аль Мактум и её лошадь Каласка де Семили набрали восемь штрафных очков за штрафы за прыжок и три очка за штрафы за время, заработав в общей сложности одиннадцать штрафных очков. Из 77 участников этой первой части соревнований она разделила с Фейсалом Аль-Шаланом и Камалем Бахамданом (оба из Саудовской Аравии) 61-е место. Во втором раунде пара набрала двенадцать штрафных очков за прыжки и три штрафных балла за время. Это поставило Латифу Аль Мактум на 54-е место из 70, и она выбыла из соревнований.

## Лёгкая атлетика

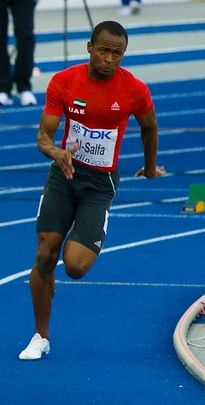
Омар Джумаа Билал Аль Сальфа

- Омар Джумаа Билал Аль Сальфа (араб. عمر جمعة بلال السالفة‎, родился 15 октября 1989 г.) : бег на 200 метров — показв время 21.00, не сумел преодолеть квалификационный этап.

## Дзюдо
Самый юный участник сборной 18-летний Саид Рашид Аль Кубаиси (سعيد راشد القبيسي) в категории до 73 кг (мужчины) не прошёл квалификационный этап.

## Парусный спорт
20-летний Адель Халид Мухаммад (عادل خالد محمد) тренировался в парусной школе «Эмирейтс» в своём родном Дубае под руководством главного тренера Омара Мохамеда Базара. На играх 2008 года он выступал в классе «Лазер» и занял предпоследнее 42 место

## Тхэквондо
28-летняя дочь эмира Дубая Мохаммеда ибн Рашид Аль Мактума Маита Аль Мактум (полное имя Маита бинт Мохаммед бин Рашид Аль Мактум, ميثاء بنت محمد بن راشد المكتوم) соревновалась в весовой категории до 67 кг. Ей достались очень сильные соперницы: сначала она проиграла кореянке Хван Гён Сон, которая в итоге стала победительницей игр; в утешительном поединке Маита Аль Мактум проиграла хорватке Сандре Шарич (Шарич в итоге разделила бронзу с Гвладис Эпанг). Технически Маита Аль Мактум заняла 7 место в своей категории, разделив его с аргентинкой Ваниной Санчес.

## Плавание
Обейд Ахмед Обейд Аль Джасми (عبيد أحمد عبيد الجسمي) в отборочном заплыве проплыл 100 метров вольным стилем за 53,29 секунды и не вышел в полуфинал, заняв в итоговом протоколе соревнований 61 место.